# Северное Малуку
Северное Малуку (также Северное Молукку; индон. Maluku Utara) — провинция Индонезии, расположенная на северных островах Молуккского архипелага. Самый большой остров провинции — Хальмахера, который, однако, редко заселён.
Административный центр — город Софифи на острове Хальмахера. Столица де-факто — город Тернате, самый большой город в провинции с населением 228 105 человек (2018).
Самая счастливая провинция в Индонезии, согласно опросам Центрального статистического бюро Индонезии (индон.).
Из 1474 островов заселены 89.
С 1950 по 1999 год все Молуккские острова составляли единую провинцию Малуку. В 1999 году северная часть региона была выделена в отдельную провинцию — Северное Малуку.

## Административное деление
Провинция включает 7 округов и два городских муниципалитета:
| №  | Адм. едыница                                   | Территория, км² | Население, чел. (2018) | Адм. центр   |
| -- | ---------------------------------------------- | --------------- | ---------------------- | ------------ |
| 1  | Тернате (город)                                | 111,39          | 228 105                |              |
| 2  | Архипелаг Тидоре (Кепулауан Тидоре)            | 1 645,73        | 100 415                |              |
| 3  | Округ Восточная Халмахера (Халмахера Тимур)    | 6 571,37        | 92 618                 | Маба         |
| 4  | Округ Западная Халмахера (Халмахера Барат)     | 1 704,20        | 116 513                | Тернате      |
| 5  | Округ Северная Халмахера (Халмахера Утара)     | 3 896,90        | 190 531                | Тобело       |
| 6  | Округ Центральная Халмахера (Халмахера Тенгах) | 2 276,83        | 54 190                 | Веда (англ.) |
| 7  | Округ Южная Халмахера (Халмахера Селатан)      | 8 148,90        | 231 217                | Лабуха       |
| 8  | Округ Острова Моротаи (Пулау Моротаи)          | 2 476,00        | 65 573                 | Даруба       |
| 9  | Округ Островов Сула (Кепулауан Сула)           | 3 304,32        | 100 967                | Санана       |
| 10 | Округ Острова Талиабу (Пулау Талиабу)          | 1 469,93        | 52 503                 | Бобонг       |
|    | Всего                                          | 31 982          | 1 232 632              |              |